# Zonă radiativă

Structura Soarelui.
1 - Nucleu solar sau miezul.
2 - Învelișul miezului sau zona radiativă
3 - Zonă convectivă
4 - Fotosfera
5 - Cromosfera
6- Coroana solară
7 - Pete solare
8 - Granule
9 - Proeminențe

Zona radiativă a unei stele este stratul ce înconjoară nucleul și prin care trece energia spre exterior.

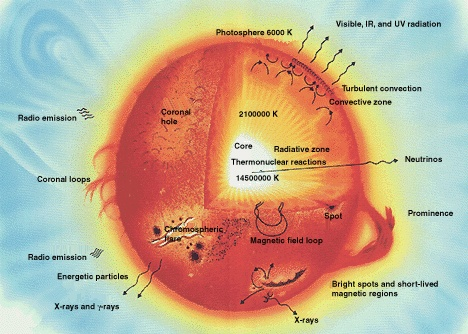
Structura Soarelui